# Plans de la Unilla

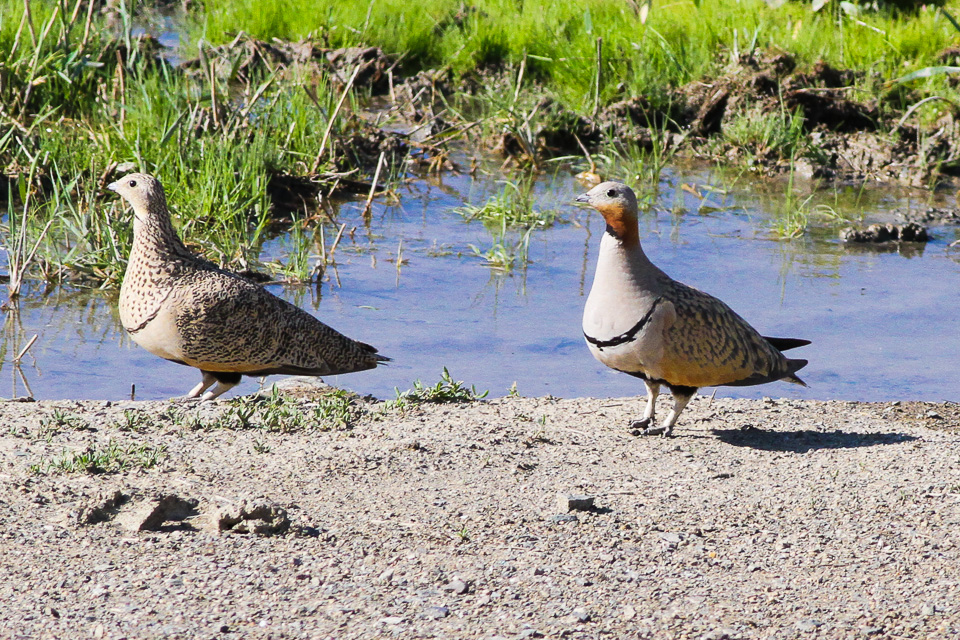
Xurra (Pterocles orientalis)

Els Plans de la Unilla és un espai natural protegit que constitueix un altiplà entre el canal d'Aragó i Catalunya (a l'oest) i el canal de Pinyana (a l'est), entre els termes municipals d'Almenar i Alguaire, a uns 15 km al nord de Lleida, al Segrià. És un conjunt de plans amb conreus cerealístics de secà, alguns dels quals tenen un elevat interès com a hàbitats per a ocells estèpics d'interès comunitari. L'espai va ser declarat com a Zona d'especial protecció per a les aus (ZEPA) i està inclòs a la Xarxa Natura 2000.
Vegetació
Plans de la Unilla és pràcticament tot de caràcter agrícola. Els conreus herbacis extensius de secà ocupen el 95,7% de la seva superfície, ja que es tracta d'un terreny pla apte per a l'activitat agrícola. La vegetació natural queda relegada a una petita extensió de menys d'1 hectàrea ocupada per pinedes de pi blanc sense sotabosc llenyós, situada a l'extrem Nord Oest de l'espai, i a la zona humida del Clot de la Unilla, així com algun vessant dels tossals que emmarquen la zona humida on apareixen comunitats herbàcies de llistonars i espartars. Tot i aquesta reduïda superfície de vegetació natural cal destacar la importància de les comunitats vegetals que ocupen la zona humida, ja que, mentre que a l'àrea de pineda del nord s'hi emplacen els matollars halonitròfils, al Clot de la Unilla hi coexisteixen 3 hàbitats d'interès comunitari: la comunitat de Salicornia i altres plantes anuals, les aigües estagnants oligomesotròfiques i les basses i tolls temporers mediterranis.
Fauna
La ZEPA de la Unilla compta com espècies com la xurra, el xoriguer petit, el gaig blau i la calàndria, i també compta amb la presència de la terrerola vulgar, el sisó i l'esparver cendrós. Aquesta zona concentrava l'any 2008, al seu interior i voltants, la major part de la població hivernant de xurra i una colònia nidificant de xoriguer petit amb 8 nius el 2009. Amb presència menor del sisó, d'arpella (Circus aeruginosus) amb una parella, d'esparver cendrós (Circus pygargus) amb fins a 4 parelles, de calàndria (Melanocorypha calandra) amb 145- 312 parelles i de cogullada fosca (Galerida theklae) amb una xifra entre 11 i 50 parelles.

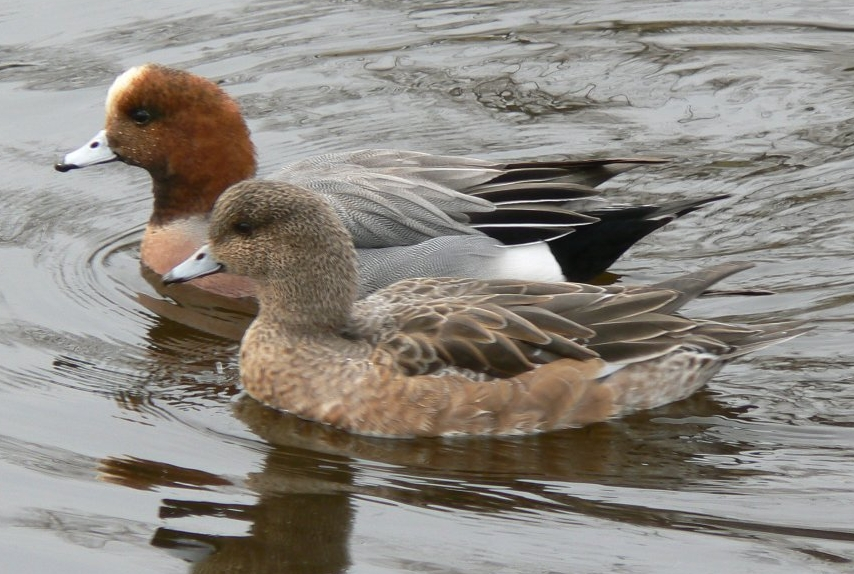
Ànec xiulador

Al Clot de la Unilla, una petita conca endorreica situada al centre de la ZEPA 
Plans de la Unilla, durant els períodes d'inundació, el Clot permet l'aparició de nombroses espècies d'aus aquàtiques, convertint-se en un important espai per la hivernada en gran nombre d'algunes espècies. El Clot té un interès especialment remarcable en la migració prenupcial (primavera), amb 21 espècies de limícoles, algunes anàtides escasses com l'ànec xiulador (Anas penelope) i el xarrasclet (Anas querquedula) i també els fumarells (Chlidonias niger, Ch. hybridus) i diverses espècies de rapinyaires. Entre els nidificants, cal destacar el camesllargues (Himantopus himantopus), el cabusset (Tachybaptus rufficollis) i la polla d'aigua (Gallinula chloropus). Per acabar, el pas postnupcial és molt menys important donat que el Clot sol estar sec, després del període estival.